# Pact van San Sebastián
Het Pact van San Sebastián was een verdrag dat op 17 augustus 1930 werd gesloten tussen vertegenwoordigers van de diverse republikeinse en socialistische politici. Niceto Alcalá Zamora, een rechtse-republikein was de organisator van de bijeenkomst die aan het pact voorafging. Fernando Sasiaín zat de bijeenkomst voor. De vertegenwoordigers hadden één hoofddoel voor ogen: een Spaanse republiek. De vertegenwoordigers verschilden echter wel qua mening over de aard van de republiek (democratisch, socialistisch, conservatief etc.). Deelnemers aan de besprekingen en de ondertekenaars van het pact waren:
- Niceto Alcalá Zamora (initiatiefnemer) voor de Derecha Liberal Republicana
- Miguel Maura voor de Derecha Liberal Republicana
- Fernando Sasiaín (voorzitter) voor de Unión Republicana
- Alejandro Lerroux voor de Partido Republicano Radical
- Manuel Azaña voor de Acción Republicana
- Marcelino Domingo voor de Partido Republicano Radical Socialista
- Álvaro de Albornoz voor de Partido Republicano Radical Socialista
- Ángel Galarza voor de Partido Republicano Radical Socialista
- Manuel Carrasco i Formiguerra voor de Acció Catalana
- Matías Mallol Bosch voor de Acció Republicana de Catalunya
- Jaume Aiguader voor de Estat Català
- Santiago Casares Quiroga voor de Organización Republicana Gallega Autónoma
- Op persoonlijke titel: Indalecio Prieto (Partido Socialista Obrero Español); Felipe Sánchez Román; Fernando de los Ríos en Eduardo Ortega y Gasset (broer van de filosoof José Ortega y Gasset). De schrijver Gregorio Marañón kon niet komen, maar zond wel een brief.

Er waren geen afgevaardigden van de Partido Nacionalista Vasco, de Baskische nationalistische partij, ofschoon zij wel sympathiseerden met de republikeinen omdat zij een federaal Spanje voor ogen hadden.
De deelnemers kozen een Revolutionaire Comité met Alcalá Zamora als voorzitter. In 1931 werd het Revolutionair Comité de eerste, voorlopige, regering van de Spaanse republiek. Het comité besloot dat er op 15 december 1930 een militaire staatsgreep moest worden gepleegd ten gunste van de republikeinen. Kapitein Fermín Galán, één der samenzweerders, begon echter drie dagen te vroeg met de coup, waardoor deze faalde. Galán, en een medeparticipant, kapitein Ángel García Hernández, werden gearresteerd en geëxecuteerd. 
Op 14 april 1931 werd Spanje, na een verkiezingsoverwinning van de republikeinen en sociaaldemocraten, een republiek.